# 아산월천초등학교
아산월천초등학교는 충청남도 아산시에 있는 공립 초등학교이다.

## 학교 연혁
- 2025년 3월 1일 : 개교